# Піщаний (Сургутський район)
Піща́ний (рос. Песчаный) — селище у складі Сургутського району Ханти-Мансійського автономного округу Тюменської області, Росія. Входить до складу Лямінського сільського поселення.
Населення — 102 особи (2010, 119 у 2002).
Національний склад станом на 2002 рік: росіяни — 83 %.